# Agua y aceite
Agua y aceite es una telenovela mexicana producida por ZUBA Producciones para TV Azteca en 2002. Es una historia original de Alberto Barrera Tyszka. Se estrenó por Azteca Trece el 7 de enero de 2002 en sustitución de Lo que es el amor, y finalizó el 22 de febrero del mismo año siendo reemplazada por Vivir así.
Está protagonizada y producida por Christian Bach y Humberto Zurita, junto con Héctor Bonilla, Gabriela Roel, Mayra Rojas y Aylín Mujica en los roles antagónicos, junto con la actuación estelar de Fabiola Campomanes.

## Trama
Julieta (Christian Bach) y Ernesto (Humberto Zurita) son como el «agua y el aceite»: se repelen y se buscan, se aman y se odian. No pueden vivir el uno sin el otro y son la combinación ideal. 
Julieta es una mujer muy bella que a queda viuda a sus treintaiocho años, ya que su marido muere en un accidente automovilístico. La mujer no logra reponerse de la pérdida, y además se siente culpable porque ella era quien conducía el automóvil aquella noche fatal. Sufre constantes pesadillas y desde aquel día no ha vuelto a trabajar como reportera de televisión; prefiere refugiarse en un pequeño negocio propio y dedicarse a su hija, Mariana, de dieciséis años. 
Ernesto es un periodista reconocido. Su gran inteligencia y su carácter explosivo lo han hecho famoso en los medios informativos. Pero detrás de esa máscara de agresividad se oculta un hombre justo y bondadoso, un buen hijo y el mejor de los padres. Su mujer lo abandonó muchos años atrás cuando le diagnosticaron autismo al hijo menor de ambos. 
Ernesto y Julieta son invitados por un productor de televisión para presentar un novedoso programa de análisis y discusión sobre temas de actualidad. Desde su primer encuentro, la química entre Julieta y Ernesto es dinamita pura; los se atraen profunda e inevitablemente, como los polos opuestos de un imán. El productor se da cuenta de inmediato que la pareja en pantalla proyectará mucha energía, y así comienza el programa televisivo "Agua y aceite". Ernesto y Julieta se enamoran casi de inmediato. Sin embargo, ninguno de los dos lo quiere reconocer; en parte porque ambos consideran al otro un ser arrogante, pero en el fondo por un profundo temor de resultar lastimados de nuevo. 
El programa en el que ambos trabajan los obliga a trabajar en equipo, gracias a lo cual los dos descubren que tienen muchas cosas en común y que comparten la forma de ver la vida. Siempre que alguien o algo amenaza el programa, Julieta y Ernesto luchan juntos. 
En el ámbito personal, la historia es muy diferente. Ernesto comienza a acercarse a Julieta y aunque ella se siente muy atraída, se resiste a la posibilidad de rehacer su vida con una nueva pareja. Mariana no facilita las cosas, ya que es una joven inquieta que le da a su madre constantes preocupaciones.

## Reparto

### Principales
- Christian Bach como Julieta
- Humberto Zurita como Ernesto
- Verónica Merchant como Margarita
- María Renée Prudencio como Yolanda
- Guillermo Gil como Don Gregorio
- Ernesto Godoy como Armando
- Stephanie Salas como Leticia
- Constantino Costas como Miguel
- Mayra Rojas como Patricia
- Aylín Mújica como Deborah
- Gabriela Roel como Silvia[2]
- Héctor Bonilla como Gerardo

### Recurrentes e invitados especiales
- Zoraida Gómez como Mariana
- Xavier Massimi como Francisco
- Álvaro Carcaño como Felipe
- Amara Villafuerte como Elba
- René Campero como Guero
- Jair de Rubin como Josué
- Tamara Guzmán como Teresa
- Gabriela Murray
- Mauricio Bueno como Alejandro
- Alejandro Abejón
- Martha Verduzco como Catalina
- Miguel Ángel Ferriz como Luis Vega
- Leonardo Daniel como Héctor[5]
- Fabiola Campomanes como Elena
- Fernando Sarfati
- Elvira de la Llave
- Tania Arredondo como Meylín
- Concepción Márquez como Dorotea
- Alma Moreno como María
- Beatriz Cecilia como Andrea
- Daniela Schmidt como Verónica

## Cancelación
La telenovela solo duró mes y medio al aire. TV Azteca se ha pronunciado varias ocasiones que fue por los bajos índices de audiencia lo que provocó su cancelación, pero igualmente, tanto Christian Bach y Humberto Zurita como el personal técnico que trabajan en la producción de la telenovela, han afirmado que han sido presionados tanto por los altos ejecutivos de la televisora como por el gobierno de México —en ese entonces, sexenio al mando de Vicente Fox Quezada—, por los temas y problemáticas abordados en la telenovela que se incluye desde: el lesbianismo, corrupción en la política, el abuso sexual entre padres a hijos, la manipulación de los medios de comunicación, y la violencia de género —abordado por personaje que fue interpretado por Stephanie Salas e incluso se censuró su sub-trama—.
Ejecutivos de TV Azteca como Elisa Salinas y Ricardo Salinas Pliego, le pidieron a Bach y Zurita hacer cambios y bajarle de tono en el libreto, esto debido a que algunos temas enviaron en la telenovela les parecían fuertes —e incluso incómodos para Salinas Pliego—. Pero los actores y también productores se negaron a cambiar la idea original, pero por el respeto a los actores y al público prefirieron cortar la trama a que continuaría una guion diferente al original hasta finalizar la historia de una manera abrupta.